# Alejandro Luna

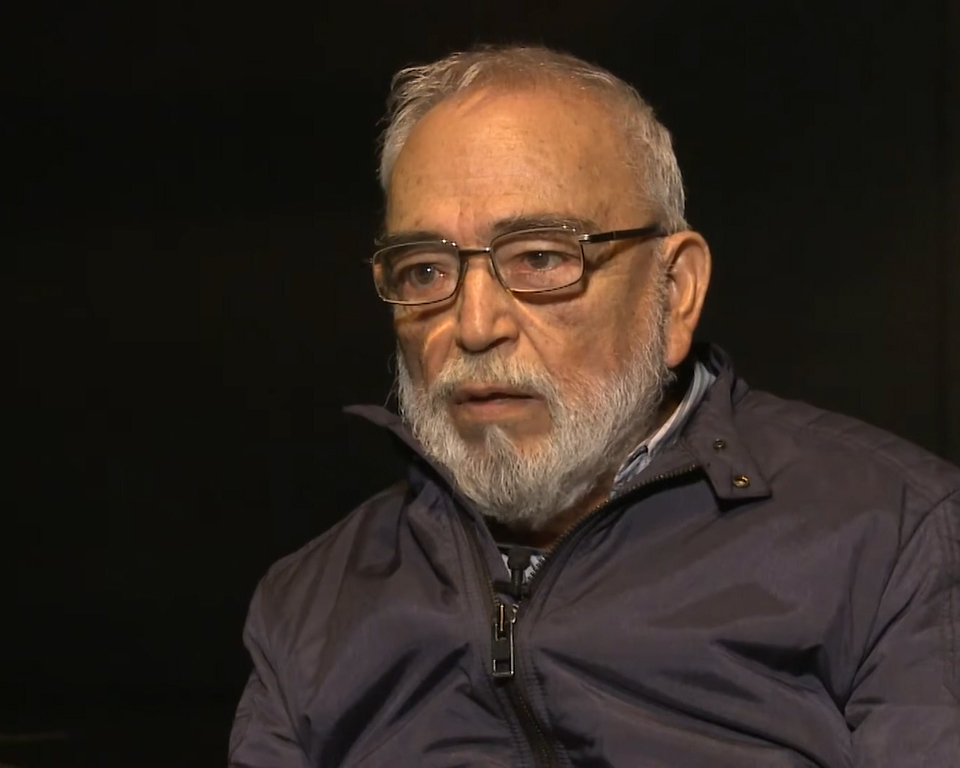
Alejandro Luna im Jahr 2017

Alejandro Luna (* 1. Dezember 1939 in Mexiko-Stadt; † 13. Dezember 2022) war ein mexikanischer Beleuchter und Bühnenbildner.

## Leben
Luna absolvierte das Studium der Architektur. Er arbeitete als Bühnenbildner und Beleuchter am Theater und an der Oper, aber auch für Film und Fernsehen. Er war Direktor des Centro Universitario de Teatro an der Universidad Nacional Autónoma de México (UNAM) und unterrichtete seit 1958 an vielen mexikanischen Hochschulen. An der Prager Quadriennale nahm er von 1967 bis 1975 dreimal in Folge sowie 2003 und 2007 teil. 2003 gehörte er dort der internationalen Jury an. Er wurde unter anderem 2001 mit dem mexikanischen Kunstnationalpreis (Premio Nacional de Artes) und 2004 mit dem Distinguished Artist Award der Internationalen Gesellschaft für darstellende Künste ausgezeichnet. Die Universidad Autónoma de Baja California (UABC) verlieh ihm im Jahr 2005 die Ehrendoktorwürde. Er war der Vater des Schauspielers Diego Luna.